# Tourschool 2009

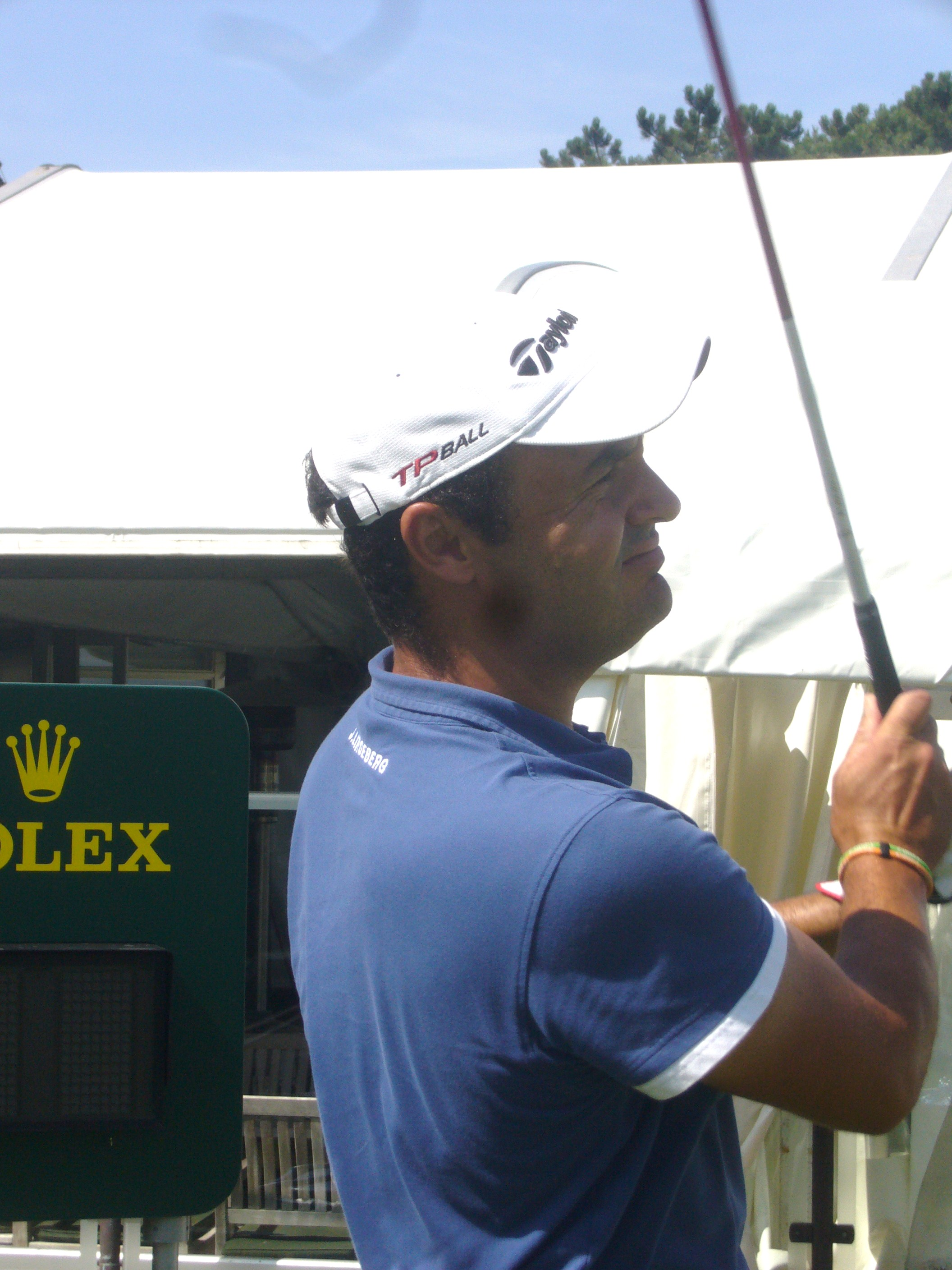
Winnaar Simon Kahn

Tourschool 2009 is een serie golftoernooien, die samen de Qualifying School wordt genoemd, waarbij golfers proberen een spelerskaart te bemachtigen voor de European Challenge Tour en de Europese PGA Tour van het jaar daarna of hun categorie daarin te verbeteren. De Qyalifying School wordt meestal kortweg de Tourschool genoemd, en in het Engels ook wel de Q School.

## Kwalificatie
Om aan de finale te kunnen deelnemen, worden vooraf een aantal kwalificatietoernooien georganiseerd. Er zijn enkele spelers die direct door mogen naar Ronde 2 (PQ2 of Stage 2) of de finale (Finals of Final Stage) vanwege eerdere prestaties.

In 2009 hebben zich ruim 750 spelers voor de Tourschool aangemeld, waaronder 88 amateurs. De spelers van de eerste kwalificatieronde zijn verdeeld in groep A en groep B. Groep A speelt verspreid over vier banen, groep B speelt op vier andere banen. In groep A en B zitten tien Nederlanders en vier Belgen.

De eerste kwalificatieronde wordt in het Amerikaans 'Stage 1' genoemd en in het Engels 'PQ1' (Pre-Qualifying 1).

## PQ1
De eerste kwalificatieronde bestaat uit drie rondes van 18 holes en wordt op acht banen in verschillende landen gespeeld.

Groep A (15-18 september): 
Op Chart Hills wordt voor 21 plaatsen gespeeld, op Ribagolf voor 12 plaatsen, dus Sven Maurits en Jurriaan van der Vaart zijn door naar PQ2.

Groep B (22-25 september): 
Op Fleesensee en Moliets wordt voor 26 plaatsen gespeeld. Guillaume Watremez en Reinier Saxton gaan naar PQ2.

Op Bogogna wordt voor 27 plaatsen gespeeld, Robin Swane gaat naar PQ2.
Resultaten van de Belgische en Nederlandse deelnemers
| Naam                       | PQ1 baan, groep A     | PQ1 baan, groep B          | PQ1 score            |
| -------------------------- | --------------------- | -------------------------- | -------------------- |
| John Boerdonk              |                       | Fleesensee, Duitsland      | 73-75-76-x           |
| Richard Eccles             |                       | Fleesensee, Duitsland      | 75-74-74-x           |
| Johan Eerdmans             |                       | Golf de Moliets, Frankrijk | 76-77-74-x           |
| Gerald Gresse              |                       | Golf de Moliets, Frankrijk | 67-72-73-76          |
| Sven Maurits (Am)          | Chart Hills, Engeland |                            | 69-72-74-65 (T3)     |
| Pierre Relecom             |                       | Bogogno, Italië            | 73-72-75-70          |
| Laurent Richard            |                       | Fleesensee, Duitsland      | 71-72-69-73 (T24)    |
| Reinier Saxton             |                       | Fleesensee, Duitsland      | 72-69-71-68 (T6)     |
| Ramon Schilperoord         |                       | Golf de Moliets, Frankrijk | 76-73-71-78          |
| Tim Sluiter                |                       | Bogogno, Italië            | 72-75-69-72          |
| Robin Swane                |                       | Bogogno, Italië            | 72-71-70-65 (T4)     |
| Jérôme Theunis             |                       | Bogogno, Italië            | 76-74-69-71          |
| Hiddo Uhlenbeck            |                       | Fleesensee, Duitsland      | 75-78-72-x           |
| Jurrian van der Vaart (Am) | Ribagolfe, Portugal   |                            | 68-69-72-72 (leider) |
| Guillaume Watremez         |                       | Golf de Moliets, Frankrijk | 68-69-73-70 (T15)    |

## PQ2
De tweede kwalificatieronde bestaat uit vier rondes van 18 holes en wordt van 20-23 november op vier banen in Spanje gespeeld: Arcos Gardens, Costa Ballena, Hacienda del Alamo en Sherry Golf, waar voor resp. 19 en 18 plaatsen werd gespeeld.
Sommige spelers mogen de eerste ronde overslaan als zij op de Challenge Tour goede resultaten hebben geboekt. Er zijn 304 deelnemers, waarvan er 74 doormogen naar de finale.
Resultaten van de Belgische en Nederlandse deelnemers
| Naam                       | Baan              | Score            |
| -------------------------- | ----------------- | ---------------- |
| Wil Besseling              | Arcos Gardens     | 68-65-73-73= -6  |
| Richard Kind               | Arcos Gardens     | 71-72-72-76= +3  |
| Jurrian van der Vaart (Am) | Arcos Gardens     | 71-76-71-75= +5  |
| Reinier Saxton             | Arcos Gardens     | 71-75-73-71= +2  |
| Robin Swane                | Arcos Gardens     | 72-73-78-WD= +7  |
| Laurent Richard            | Arcos Gardens     | 75-74-75-76= +12 |
| Sven Maurits (Am)          | Arcos Gardens     | 82-79-73-69= +15 |
| Inder van Weerelt          | Hacienda de Alamo | 74-70-71= -1     |
| Taco Remkes                | Hacienda de Alamo | 71-74-72= +1     |
| Guillaume Watremez         | Costa Ballena     | 70-70-67= -9     |
| Floris de Vries            | Costa Ballena     | 69-70-69= -8     |

De scores op Arcos en Bellena verschillen enorm, na drie rondes staat Wil Besseling op Arcos met -7 op de derde plaats, Guillaume Watremez staat op Bellena met -9 op de 9de plaats en Floris de Vries met -8 op een gedeeld 13de plaats.
Zie scores op Arcos Gardens , Alamo  en Ballena 

## Finale
De 'Final Stage', zoals de finale wordt genoemd, bestaat uit zes rondes en vindt plaats van 28 november - 3 december op de PGA Golf de Catalunya. Van ongeveer 155 deelnemers krijgen de 30 beste spelers en de spelers met dezelfde uitslag een kaart voor de 11b categorie van de Europese Tour. Hoe hoger je in die categorie komt, hoe vaker je in 2010 kan spelen. Het is dus ook belangrijk om zo hoog mogelijk in die groep van 30 te eindigen. In alle kwalificatierondes zijn hebben zich twee Nederlanders gekwalificeerd, Wil Besseling en Floris de Vries, van de Belgen is alleen nog Guillaume Watremez over. Geen van hen haalt een kaart voor de Europese Tour van 2010. In de spelerslijst hieronder zijn de namen vetgedrukt van hen die een kaart hebben gehaald. Simon Khan won de Tourschool.
Via de voorrondes kwalificeren zich 75 spelers voor de finale.
| ALAMO - Ryan Blaum - Christophe Brazillier - Jonathan Caldwell - Clodomiro Carranza - George Coetzee - Federico Colombo - Mattias Eliasson - Charlie Ford - Stephan Gross Jr. - Benjamin Hebert - Wes Hefferman - James Kamte - Michael Lowe - Andrea Maestroni - Thorbjørn Olesen - Chinnarat Phadungsil - Alexandre Rocha - Ghislain Rosier - Bernd Wiesberger | ARCOS - Victor Almström - Hanspeter Bacher - Wil Besseling - Matthew Bliss - Liam Bond - Michiel Bothma - Tony Carolan - Thomas Feyrsinger - Rory Hie - Greig Hutcheon - Lloyd Kennedy - Santiago Luna - Nicolas Meitinger - George Murray - Jamie Moul - Graham Povey - Joakim Rask - Oliver Whiteley - Julio Zapata | BELLANA - José María Arruti - Luis Claverie - Edouard Dubois - Paul Eales - Mark F Haastrup - Sam Hutsby - Eirik Tage Johansen - Niall Kearney (AM) - John Kelly - James McLean - Louis Moolman - Fredrik Ohlsson - James Ruth - Marco Sofietti - Marius Thorp - Steven Tiley - Alvaro Velasco - Floris de Vries - Guillaume Watremez | SHERRY - Phillip Archer - Julien Clément - Eduardo De La Riva - Paul Dwyer - Jamie Elson - Lasse Jensen - Jason Knutzon - Alan McLean - Ally Mellor - Colm Moriarty - Thomas Norret - Paulo Pinto - Iain Pyman - Manuel Quiros - Marco Ruiz - Anthony Snobeck - Tim Stewart - Simon Thornton |

De volgende spelers mogen rechtstreeks in de finale meedoen:
| - Fredrik Andersson Hed - Joakim Bäckström - Benn Barham - Sion E. Bebb - Warren Bennett - Gaganjeet Bhullar - Adam Blyth - François Calmels - Alejandro Cañizares - Emanuele Canonica - Magnus A. Carlsson - Marc Cayeux - Javier Colomo - Andrew Coltart - Adilson Da Silva - Carlos Del Moral - Robert Dinwiddie - Scott Drummond - Pelle Edberg - Gary Emerson | - Klas Eriksson - Darren Fichardt - Oliver Fisher - Oscar Floren - Florian Fritsch - Lorenzo Gagli - Stephen Gallacher - Chris Gaunt - Adam Gee - Jean-Baptiste Gonnet - Branden Grace - Julien Guerrier - Christoph Günther - Peter Gustafsson - Joakim Haeggman - Anton Haig - Ashley Hall - Anders Schmidt Hansen - Keith Horne - Jean Hugo | - Lee S James - Steven Jeppesen - Per-Ulrik Johansson - Roope Kakko - Alexandre Kaleka - Simon Khan - Rick Kulacz - Pedro Linhart - Michaël Lorenzo-Vera - Joost Luiten - Miguel Angel Martin - Callum Macaulay - Malcolm Mackenzie - Stuart Manley - Andrew Marshall - Andrew McArthur - Jamie McLeary - César Monasterio - Jarrod Moseley - Rolf Muntz | - Gary Murphy - Åke Nilsson - Steven O'Hara - Andrew Oldcorn - Wade Ormsby - Van Phillips - Florian Praegant - Eric Ramsay - Jarmo Sandelin - Patrik Sjöland - Lee Slattery - Roland Steiner - Carl Suneson - Alessandro Tadini - Mark Tullo - Miles Tunnicliff - Mads Vibe-Hastrup - Alan Wagner - Sam Walker - Martin Wiegele - Matthew Zions |

## Spelers die een Tourkaart haalden
| - 1 Simon Khan - 2 Sam Hutsby - 3 Stephen Gallacher - 4 Alejandro Cañizares - 4 Marco Ruiz - 6 Fredrik Ohlsson - 7 Clodomiro Carranza - 7 Mark F Haastrup - 7 Steven O'Hara - 7 Eirik Tage Johansen | - 11 Benjamin Hebert - 12 Fredrik Andersson Hed - 12 Phillip Archer - 12 Jamie Elson - 12 Carl Suneson - 16 George Coetzee - 16 Andrew Coltart - 16 Stephan Gross Jr. - 16 Anton Haig - 16 Steven Jeppesen | - 16 James Kamte - 16 Gary Murphy - 16 James Ruth - 16 Jarmo Sandelin - 16 Patrik Sjöland - 26 Scott Drummond - 26 Rick Kulacz - 26 Lorenzo Gagli - 26 Jean-Baptiste Gonnet - 26 Julien Guerrier - 26 Simon Thornton |

Simon Kahn maakte een score van -20, de spelers op de 26ste plaats hadden allen -10.

## Trivia
- De Algerijnse speler Mus Deboub uit Nederland speelde op Ribagolfe, maar kwalificeerde zich niet voor PQ2.